# Kraljevi obveščevalni center (NKKJ)
Kraljevi obveščevalni center je bil obveščevalni center Nacionalnega komiteja Kraljevine Jugoslavije, ki je deloval v Innsbrucku.
Vodja centra je bil major Paunović. 